# جائزة التشيك الكبرى للدراجات النارية 2011
جائزة التشيك الكبرى للدراجات النارية 2011 هو سباق دراجات نارية أقيم بتاريخ 14 أغسطس 2011 في حلبة برنو. كان الجولة الحادية عشر من أصل 18 في سباق الجائزة الكبرى للدراجات النارية موسم 2011. فاز كيسي ستونر بفئة الموتو جي بي بينما جاء أندريا دوفيزيوسو في المركز الثاني وحصل على المركز الثالث ماركو سيمونسيلي. فاز بفئة الموتو 2 الإيطالي أندريا يانوني.

## وصلات خارجية
- الموقع الرسمي